# Royat
Royat is een gemeente in het Franse departement Puy-de-Dôme (regio Auvergne-Rhône-Alpes) De plaats maakt deel uit van het arrondissement Clermont-Ferrand en van het gemeentelijk samenwerkingsverband Clermont Auvergne Métropole. Royat telde op 1 januari 2022 4.420 inwoners.

## Geschiedenis
In de Gallo-Romeinse tijd (tussen de eerste en de vierde eeuw) was hier een complex van thermen in de nabijheid van de stad Augustonemetum (het latere Clermont). Vanaf het midden van de negentiende eeuw werd Royat uitgebouwd tot een kuuroord met thermaal centrum, hotels, een theater (1891) en een casino (1919).

## Geografie
De oppervlakte van Royat bedroeg op 1 januari 2022 6,62 vierkante kilometer; de bevolkingsdichtheid was toen 667,7 inwoners per km².

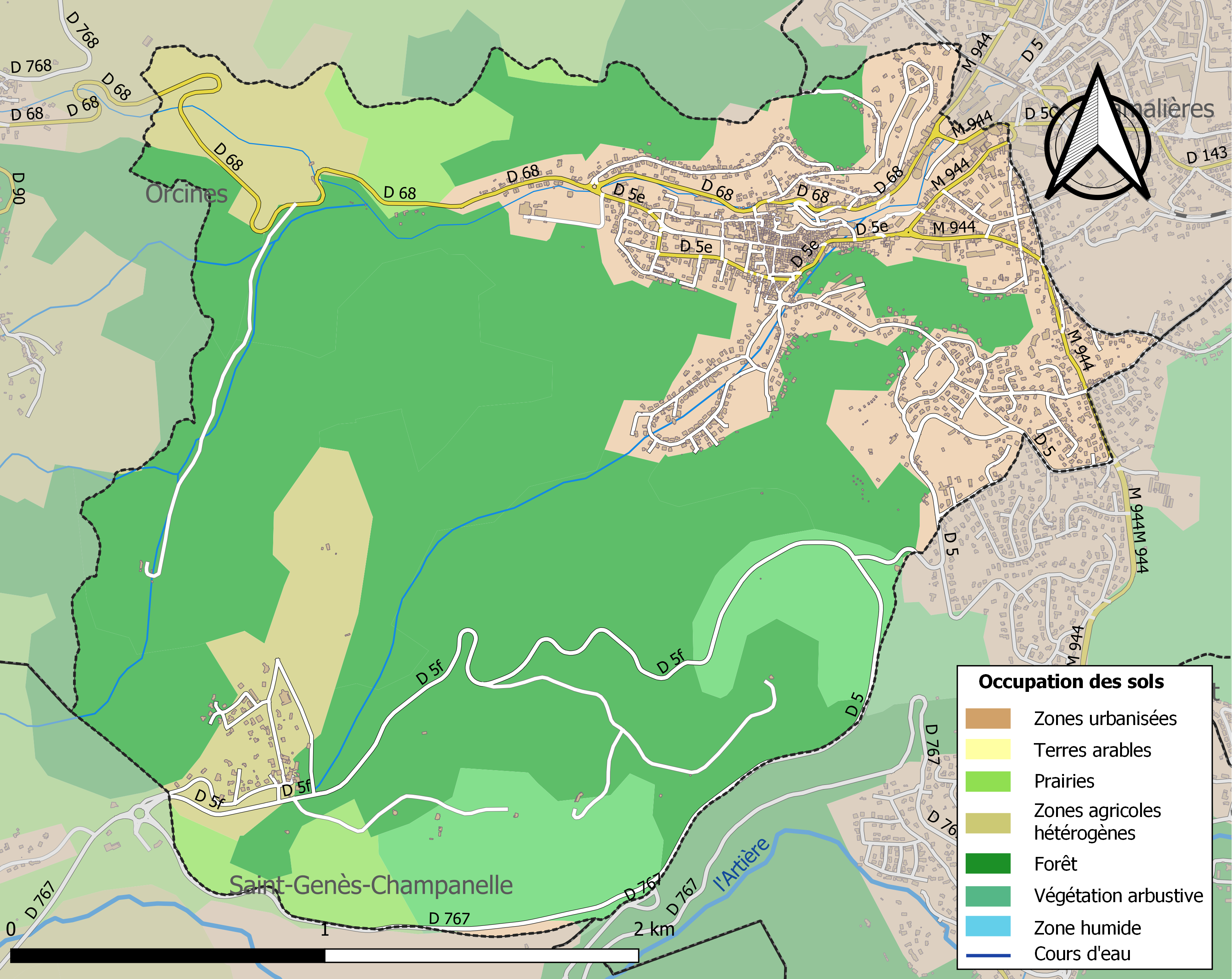
Kaart van de gemeente met belangrijkste infrastructuur, bodemgebruik en omliggende gemeenten

## Demografie
Onderstaande figuur toont het verloop van het inwonertal (bron: INSEE-tellingen).

## Geboren in Royat
- Henri Vidal (1919-1959), acteur

## Afbeeldingen

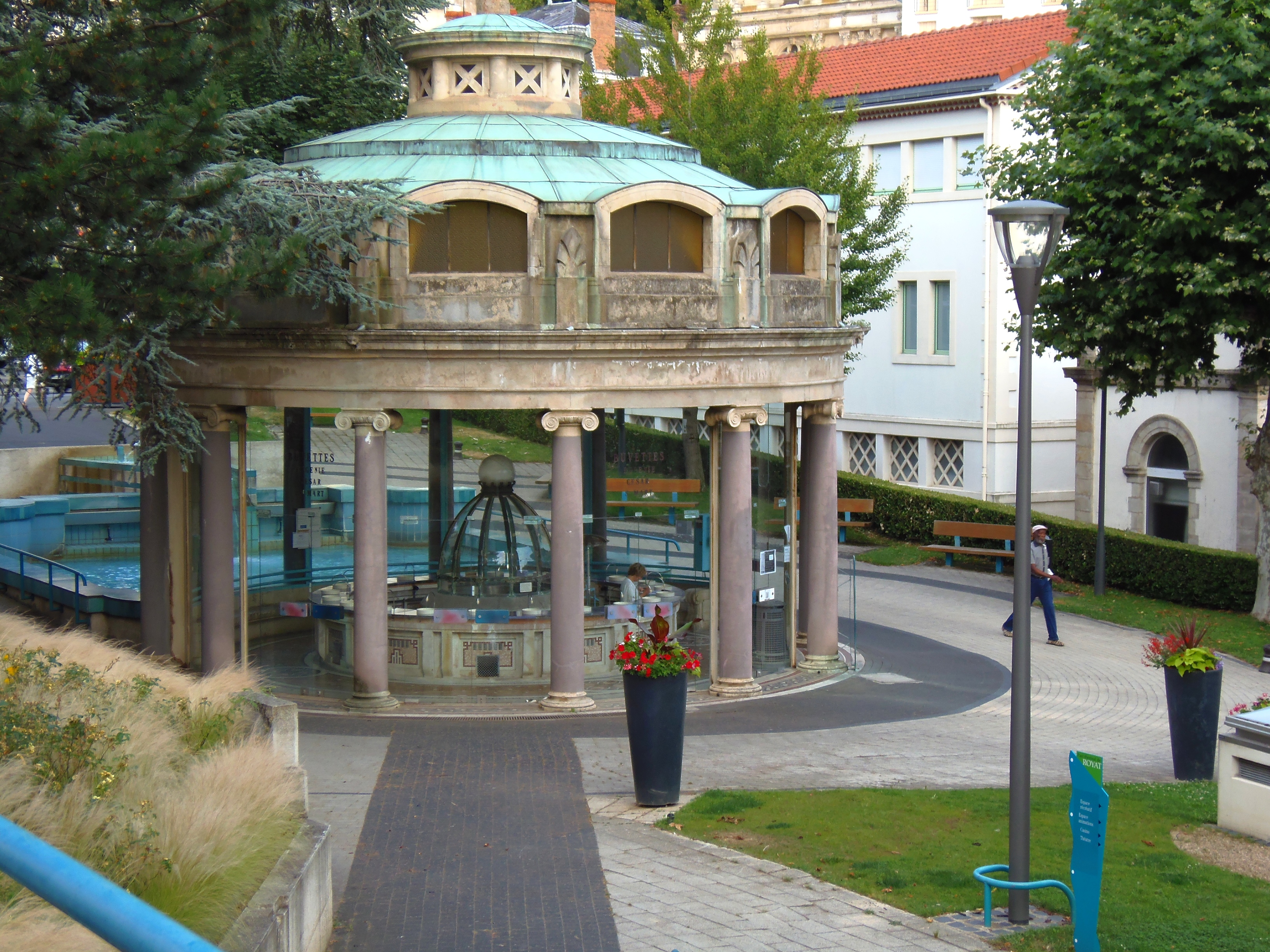
Fontein bij de thermen
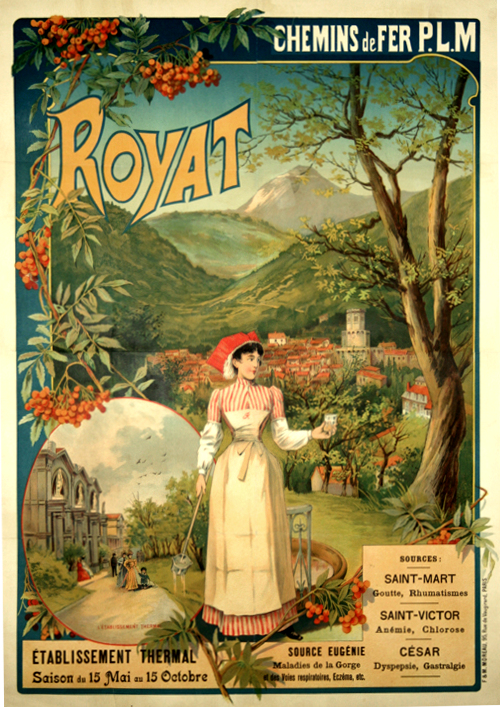
Affiche van de PLM
- Idem
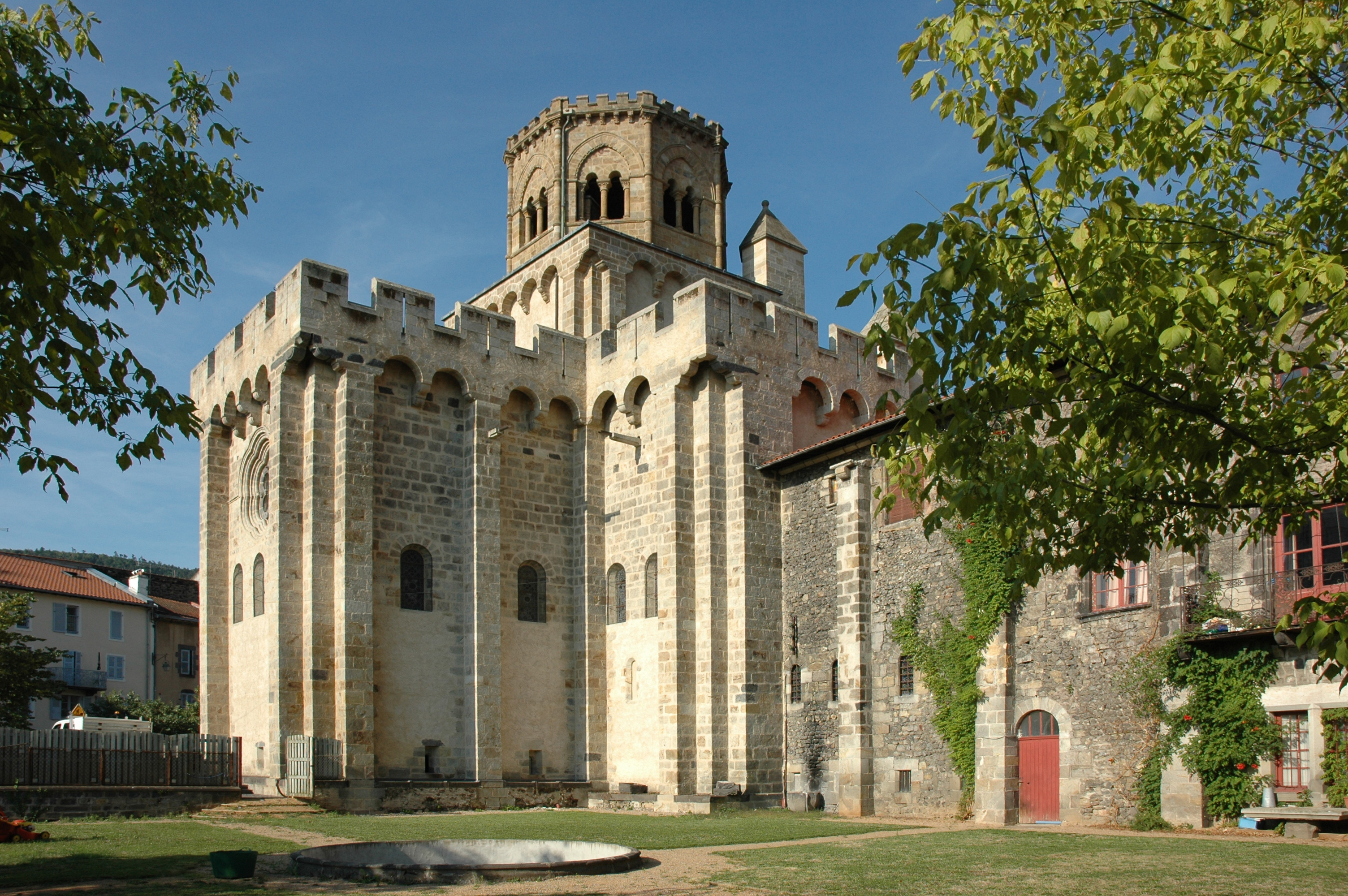
Église Saint-Léger